# Kostkař aneb Náhoda je život
Kostkař aneb Náhoda je život (anglicky The Dice Man) je román amerického spisovatele George Cockrofta píšícího pod pseudonymem Luke Rhinehart. Kniha byla poprvé publikována v roce 1971. Hlavní postavou je psychiatr Luke Rhinehart, který dostane nápad, že veškerá rozhodnutí ve svém životě ponechá náhodě a začne se rozhodovat na základě hodu hrací kostkou. Cockroftova kniha je částečně autobiografická, autor čerpá z vlastních zkušeností s používáním kostky při rozhodování, které získal v době kdy studoval psychologii. Kniha je zajímavá pro svou podvratnost, antipsychiatrický postoj a odráží nálady raných 70. let. Díky této podvratné povaze a kapitolám, které se věnují kontroverzním tématům jako je znásilnění, vražda a sexuální experimentování byla v několika zemích zakázána.